# Saison 2 de Détectives
Chronologie
Saison 1
Cet article présente les épisodes de la deuxième saison de la série télévisée Détectives.

## Distribution
- Philippe Lefebvre : Philippe Roche
- Sara Martins : Nora Abadie
- Jean-Luc Bideau : Maxime Roche, père de Philippe
- Natasha Cashman : Alison Roche, mère de Philippe
- Daphné Chollet : Xenia Roche, fille de Philippe
- Romann Berrux : Hugo Roche, fils de Philippe
- Vanessa David : Isabelle Duchene, sœur de Philippe
- Sébastien Libessart : Marc Duchene, mari d'Isabelle
- Vincent Escure : Santo, assistant de Nora
- Grégory Questel : Bertrand (DGSE) (épisodes 1-3, 6, 8)
- Laure Marsac : Anna Roche, ex-femme de Philippe (épisodes 2-5)
- Laurent Grévill : Charles (DGSE) (épisodes 2, 6, 8)

## Liste des épisodes

### Épisode 1:Abus de faiblesse
- Ludmila Mikaël : Elisabeth Gallet
- Nathalie Blanc : Claire Gallet
- Xavier Hosten : Benjamin Dubreuil
- Roxane Bret : Chloé Gallet
- Sarah Haxaire : Aurélie Dubreuil
- Issame Chayle : Nicolas
- Aude Candela : Lucie
- David Quertigniez : Directeur club cycliste
- Samuel Dupuy : Eric
- Emmanuel Dabbous : Le sommelier

### Épisode 2:Panier de crabes
- Natacha Lindinger : Justine Debricourt
- Fred Épaud : Frédéric Rozen
- Nicolas Briançon : Francis Thonon
- Yannik Landrein : Michel Gamay
- Aurélia Poirier : Jeune prostituée
- Christine Paolini : Chantal Boeckler
- Carolina Jurczak : Manon Boeckler
- François Macherey : Yves Boeckler

### Épisode 3:Adjugé vendu
- Laurent Bateau : Sébastien Peltier
- Pierre Baux : Serge
- Gaëlle Bona : Irène Peltier
- Sodadeth San : Laurence Benaïm
- Alexis Victor : Commandant Luciani
- Jean Donagan : Delaville
- Leslie Vicas : Le juge
- Vincent Wapler : Commissaire priseur
- Régis Royer : Thomas Leguennec
- Liliane Rovère : Chantal Duroy
- Béatrice Facquer : Caroline Tokarski

### Épisode 4:Mister Ken
- Dioucounda Koma : Pascal
- Sophie Verbeeck : Romane
- Natalia Dontcheva : Erika
- Héléna Soubeyrand : Sofia Carmine
- Clément Michel : Ludovic Besson
- Alexandre Carrière : Gerald Strano
- Sharly Crater : Magic Bay
- Guillaume Gabriel : Swan
- Robin Barde : Dealer

### Épisode 5:Saccage
- Samira Lachhab : Leïla Zineb
- Delphine Rollin : Raphaëlle Weissburgmeister
- Anne Azoulay : Noëmie Hersant
- Xavier Robic : Antoine Fayard Merkel
- Marie-Clothilde Ramos-Ibanez : Alice Fox
- Chloé Lambert : Julie Fayard
- Antoine Chappey : Thierry Dublin
- Marc Prin : Franck Weissburgmeister

### Épisode 6:Frères ennemis
- Oisin Stack : Béranger Heymans
- Laurent Charpentier : Niels Heymans
- Elizabeth Macocco : Adeline Heymans
- Sylvie Genty : Solange Destivelle
- Clémentine Baert : Maud Heymans
- Jean-Pol Brissart : Léandre
- Alice Taurand : Agnès
- Dominique Bettenfeld : Yann Kasperzak

### Épisode 7:Fantômes
- Cyril Gueï : Franck Diamé
- Eric Franquelin : Roger Taillandier
- Ralph Amoussou : Pacôme Traoré
- Éric Laugérias : Quentin Ballard
- Mariama Gueye : Kady Traoré
- Stéphan Wojtowicz : Serge
- Tatiana Gousseff : Aude Ballard
- Eda Haidar : Fatoumata N'Diaye
- Jean-Michel Portal : Cambrioleur Ballard
- Édith Le Merdy : Mme Lambert
- Vincent Debost : Patient Isabelle
- Pascal Germain : Préfet
- Yoli Fuller : Bénévole Matumaini

### Épisode 8:Cavale
- Djena Tsimba : Margaux
- Laurent Ménoret : Stéphane policier
- Julien Maurel : Flic civil
- Guillaume Clemencin : Gardien de parking
- Mauricette Laurence : Patient hôpital
- Lou Bonetti : Jeune femme agent DGSE